# Mundaun
Mundaun var tidigare en kommun i det dåvarande distriktet Surselva i den schweiziska kantonen Graubünden.  Den 1 januari 2016 slogs kommunen samman med grannkommen Obersaxen till den nya kommunen Obersaxen Mundaun.
Kommunen bildades år 2009, genom en sammanslagning av de tidigare kommunerna Flond och Surcuolm, vardera bestående av en by. Kyrkan i Flond är reformert, medan den i Surcuolm är katolsk. De kristna minoriteterna i respektive by söker den andra byns kyrka.
Invånarna i bägge byarna har traditionellt uteslutande talat sursilvansk rätoromanska, men mot slutet av 1900-talet ökade den tyskspråkiga befolkningen raskt som en följd av inflyttning, så att den vid senaste folkräkningen (2000) utgjorde halva befolkningen. Undervisningsspråket i skolan är dock fortfarande rätoromanska.

## Galleri

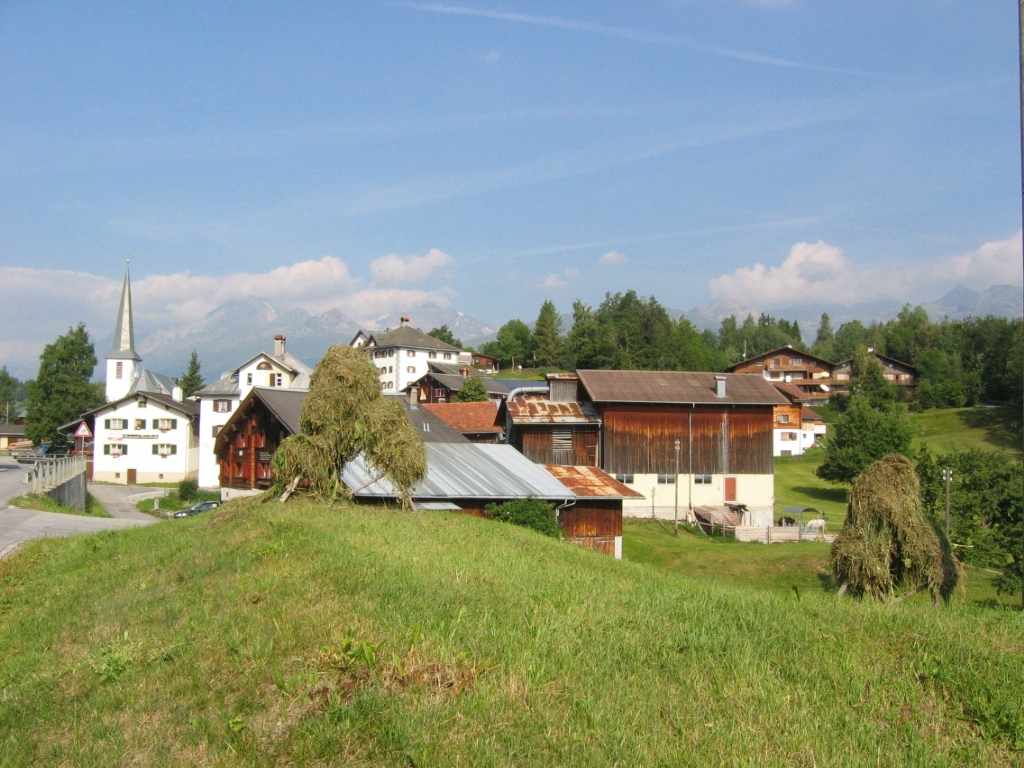
Traditionell höhässjning i Flond
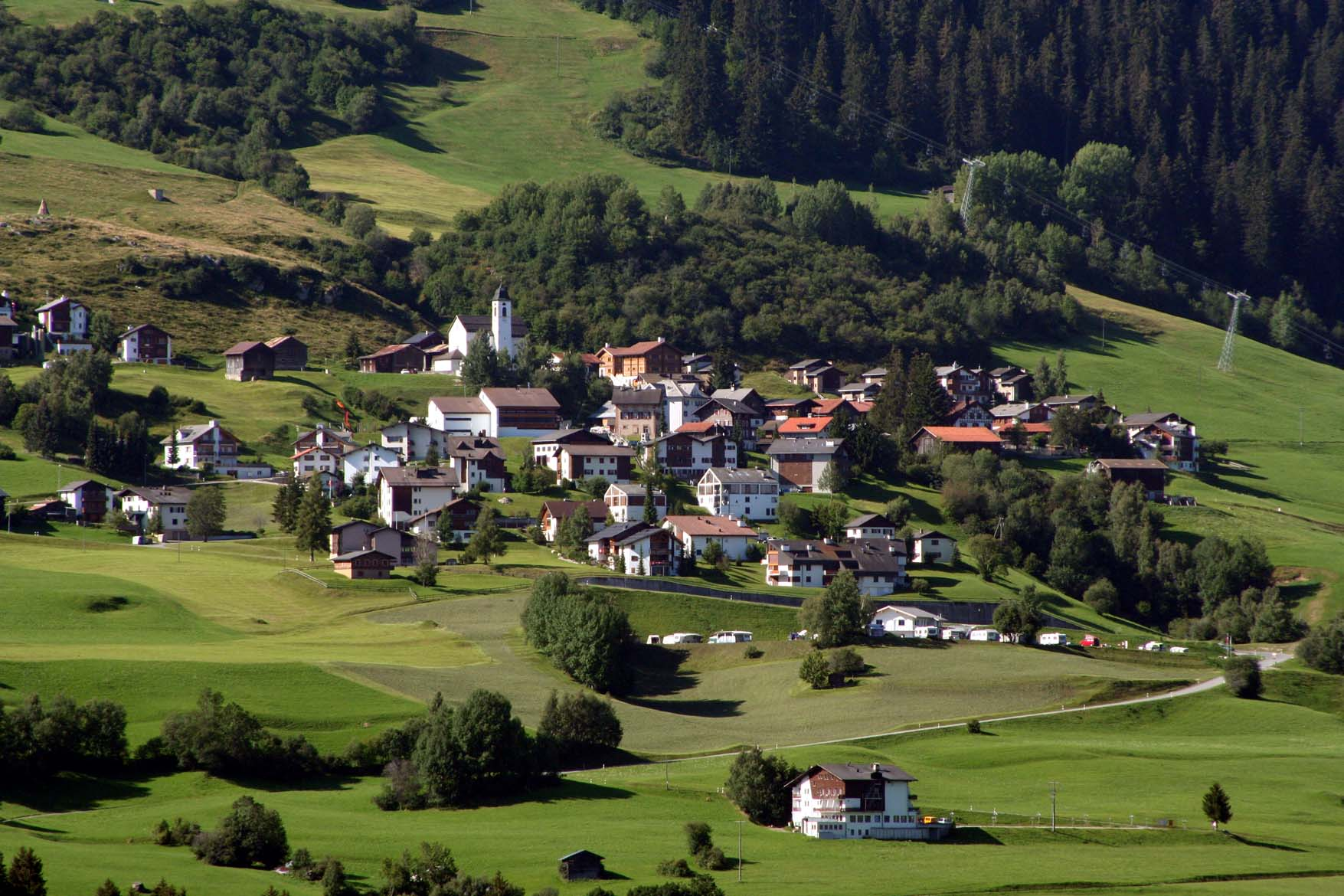
Surcuolm